# 马呈祥
马呈祥（1913年—1991年4月15日）字云章，回族，甘肃河州（今临夏县）人，中华民国军事将领，马家军要人。

## 生平

### 出掌军队
马呈祥的父亲马庆是青海马步芳的大姐夫。马呈祥成年后，娶马步芳的胞兄马步青之女为妻，成为马家军系统的要人。马呈祥曾上过青海的昆仑中学、青海军官教导团，毕业于陆军大学甲级将官班。
1935年，蒋介石将骑兵第五师（马步青任师长）扩编为骑兵第五军，马步青任军长。为抑制马家军势力，控制河西走廊，蒋介石令马家军回青海，并任命马步青为青海柴达木屯垦督办，骑五军移防青海西宁。1942年8月，马步青率骑五军到西宁郊区的乐家湾大军营，与马步芳之子马继援任军长的国民革命军第八十二军驻在一处。马步芳同马步青商量后，让马呈祥接替马步青任骑五军军长，马呈祥上任后追随马步芳，使骑五军成为马步芳的嫡系部队。

### 进军新疆
马步芳吞并骑五军后，势力伸展到河西走廊，实际控制了青海省、甘肃省。1945年春，为镇压三区革命，蒋介石派骑五军“西征新疆，捍卫边防”。马步芳正想将自己的势力扩展到新疆，乃派马呈祥率骑五军奉命西进新疆。
骑五军以回族和撒拉族为骨干，还有少量汉族。将、校、尉之中除副军长郭全梁及所谓“八大处”的僚佐外，全部由回族及撒拉族担任。骑五军实际仅有两个整编旅（骑六旅，旅长韩荣福；骑七旅，旅长韩有文），每旅有三个团，每团约一千人。另有一个直属团、两个直属连（警卫连、通讯连），官兵数量将近一万人，军马一万两千多匹。
1945年夏，马呈祥率骑五军自青海西宁的乐家湾大军营启程，沿祁连山长有水草的通道西进，三个月抵达新疆。此后在七角井分为两路，韩有文率骑七旅经大石头进驻木垒、奇台、吉木萨尔，司令部设奇台城内；马呈祥率领军直及韩荣福的骑六旅进驻迪化（今乌鲁木齐市）老满城。此后，韩荣福又率骑六旅进驻昌吉、呼图壁、玛纳斯，司令部设昌吉城内。马呈祥直接受命于马步芳，军饷由马步芳调拨。
骑五军进驻新疆后，中华民国军队大大加强。当时，国军和三区革命方面的军队在玛纳斯河东西两岸对峙，新疆形势暂时平静。

### 驻扎迪化
马呈祥进驻老满城之后，巡逻队在迪化各城区飞驰，行人躲避不及。听到市民怨言后，马呈祥在老满城集合部队，当众抽了巡逻队队长十马鞭，并制定“十不准”纪律。马呈祥加强军事训练，培养官兵“忠君”思想，还常挑马术及骑射技术好的官兵在老满城或者城郊举办马术及骑射表演，邀当地军、政、商、学各界人士前来观看。他还吸收王孟扬等知识分子到军队司令部任文职。他在老满城内开设一所回族中学，任命王孟扬兼任校长。他在迪化城内设一个办事处，又设报馆出版骑五军的《新新报》。他还常拜访教长马良骏。马呈祥与日后出任新疆警备总司令的陶峙岳交情颇深，还和驻迪化的整编七十八师师长叶成、整编一百七十九旅旅长兼迪化警备司令罗恕人、迪化警察局局长刘汉东关系很好。
1947年，经张治中、刘汉东做媒，马呈祥和王士兰结婚。王士兰是刘汉东手下职员，刚自迪化女子师范中学毕业。婚后二人关系融洽，王士兰规定马呈祥每日练毛笔字不得少于1小时，马呈祥照令执行，乐在其中。

### 北塔山战斗
1947年6月5日，蒙古人民共和国军队在苏联支持下侵入中国北塔山地区，北塔山事件发生。奇台县一带的驻防司令、骑七旅旅长韩有文，骑五军军长马呈祥，新疆警备总司令宋希濂都被惊动。马呈祥命韩有文反击，韩有文立即派团长韩国藩率领五个连和当地哈萨克族骑兵队增援北塔山。骑五军击退了蒙古人民共和国军队。马呈祥受到中国国民党方面军政要员来电来信祝贺，各种慰问团纷至沓来，南京方面的宣传部长彭学沛飞来祝贺，南疆警备总司令赵锡光从喀什赶来祝贺。

### 离开新疆
北塔山战斗结束后不久，第二次国共内战形势骤变，宋希濂被调走，陶峙岳出任新疆警备总司令。鉴于中華民國國軍形勢失利，新疆的马呈祥、叶成、罗恕人等人十分忧虑。1949年初，新疆军事负责人为陶峙岳，政治负责人为包尔汉，两人对新疆易幟并不十分反对。但陶峙岳不掌握军队实权，新疆的军队一部属马步芳（整编骑一师），大部属胡宗南（整编78师、整编42师）。整编骑一师师长马呈祥，整编78师师长叶成，整编78师所属179旅旅长罗恕人等人，对新疆易幟的立场多次动摇。1949年2月，李宗仁命陶峙岳除留一个旅在新疆驻防外，其他部队悉数调进关内参加第二次国共内战。陶峙岳反对进关，而马呈祥、罗恕人主张进关，叶成态度不明。南京随后来电要陶峙岳亲赴南京。经与刘孟纯等人商议，陶峙岳乃拖延不去南京，也不将军队调进关内。
在陶峙岳拖延等待时，国民政府北平和谈代表团顾问、迪化市市长屈武回到迪化。屈武向陶峙岳汇报了北平和谈破裂以及中共态度，并递交张治中的亲笔信。此后，屈武和西北军政长官公署迪化办公厅秘书长、新疆省政府秘书长刘孟纯、《新疆日报》社社长谈维煦、总司令部政工处少将处长梁客浔等人秘密联络，分头行动。他们积极宣传苏联和中共区域人民生活情况，到新疆学院演讲，宣扬张治中的和平主张。
此时，中国人民解放军第一野战军在司令员彭德怀指挥下，兵分两路分别进攻兰州、西宁。马步芳急电马呈祥增援兰州。经陶峙岳劝说，列出缺乏军饷和车辆等实际困难，马呈祥乃留在新疆，仅将王士兰等家属先行送往青海老家。由于王震的部队已攻克兰州，王士兰等家属到青海西宁后，很快就搭陈纳德航空公司最后一架班机离开西宁，次日解放军攻占西宁。
1949年8、9月间，解放军攻占兰州、西宁后，“主战派”的马呈祥、罗恕人、叶成对陶峙岳起了疑心，认为陶峙岳受制於刘孟纯、屈武、刘泽荣三人。9月19日夜，马呈祥、罗恕人、叶成决定除掉刘孟纯等人。在行动前，他们征求警备司令陶峙岳的意见。经过陶峙岳劝说，马呈祥、罗恕人、叶成打消了扣押刘孟纯等人的想法。
陶峙岳和中共中央派来的联络员邓力群接洽，联络赵锡光等将领筹备進駐新疆，又做马呈祥、叶成、罗恕人的工作，还约包尔汗到马良骏大阿訇家，请马良骏出面做马呈祥的工作。马呈祥最终接受了陶峙岳的建议，同意自己离开新疆，并召集部下召开最后一次军事会议，将“天山立马第一峰”的旗帜交给韩有文。陶峙岳特地为马呈祥、叶成、罗恕人设宴饯行。
经陶峙岳安排，9月24日凌晨，即陶峙岳通电起义的前一天，马呈祥自迪化老满城军部出发。当天，马呈祥、罗恕人乘大汽车离开迪化，叶成于9月25日离开迪化。9月25日，新疆國軍將領馬呈祥、葉成、羅恕人等脫離軍隊，從迪化取道南疆出走印度。:8779三人在焉耆会合之后，经南疆蒲犁口岸（今塔什库尔干红其拉甫口岸）出国。后来马呈祥定居台湾。

### 晚年
1985年8月，新疆维吾尔自治区政协副主席韩有文作为中国第十七届朝觐团副团长率朝觐团到沙特阿拉伯麦加朝觐，在麦加与从台湾来的马家军旧人相遇。他们将韩有文仍在世并已获得很高政治待遇的消息传递给了马呈祥。马呈祥当即通知住在美国的妻子王士兰，并请当年未一同出走而留在新疆的岳母到美国会面，马呈祥赶往美国。在美国，马呈祥见到了岳母。后来，马呈祥又让连襟以及妻妹王士宏先后从美国回新疆乌鲁木齐探亲观光。这两人回到台湾之后，向马呈祥介绍了乌鲁木齐新貌。不久，马呈祥收到韩有文亲笔信。看完信后，马呈祥让王士兰回乌鲁木齐走走。
1991年4月15日，马呈祥在台北病逝，享年78岁。